# Стаднюк, Александра Александровна
Александра Александровна Стаднюк (род. 16 апреля 1980, Черкассы) — украинская спортсменка, соревнуется в прыжках в длину и тройном прыжке.

## Биография
Александра Стаднюк родилась 16 апреля 1980 года в городе Черкассы. До седьмого класса училась в Смеле. В 11 лет начала заниматься в ДЮСИП у тренера Гули Анатолия Яковлевича.
В 1994 году Александра перешла в черкасскую общеобразовательную школу № 21 и начала тренировалась у тренера Бородиной Антонины Георгиевны. По окончании школы Александра поступила в Черкасский национальный университет имени Богдана Хмельницкого на факультет физической культуры, где совершенствовала своё мастерство под руководством заслуженного тренера Украины Вавринкевича Владимира Васильевича.
В 2000 году Александра Стаднюк выполнила норматив мастера спорта Украины международного класса, в 2002 году получила диплом магистра. С 2006 года тренировалась у тренера Полинкова Сергея Николаевича.
В 2005 году Стаднюк отправилась на свой первый крупный турнир — чемпионат мира по лёгкой атлетике 2005 года, заняла 18-е место в прыжках в длину с результатом 6,35 м. В 2007 году участвовала в летней Универсиаде, в тройном прыжке и прыжках в длину, заняла пятое и седьмое места соответственно. На чемпионате мира 2007 года Александра показала результат 6 м 47 см (20-е место). В 2008 году Стаднюк отправилась на Олимпиаду в Пекине, в прыжках в длину показала результат 6,19 м и заняла итоговое 33-е место.